# Andries Noppert
Andries Noppert (Heerenveen, 1994. április 7. –) holland válogatott labdarúgó, a Heerenveen játékosa.

## Pályafutása

### Klubcsapatokban
Az SC Joure korosztályos csapataitól került a Heerenveen akadémiájára. Nyolc éven át a korosztályos együttesekben lépet pályára, de a felnőtt csapatban egyszer sem sikerült, neki, de közben elvégezte a rendőrtiszti iskolát. 2014-ben igazolt a NAC Breda csapatához, ahol többnyire csak a tartalékok között vették számításba. 2016. április 22-én mutatkozott be a csapatban az Almere City elleni másodosztályú bajnoki találkozón. 2016 nyarán annak ellenére hosszabbítottak vele szerződést, hogy előtte pár hónappal közölték, hogy nem szándékoznak.
2018 januárjában az olasz Foggia csapatába igazolt. A csődközeli csapatban sem tudott állandó helyet kiharcolni, majd hazatért. 2019. szeptember 12-én a Dordrecht csapatához írt alá.  Egy héttel később a NEC Nijmegen ellen mutatkozott be. Második bajnokija után megsérült és nehezebben gyógyult a térdsérülése, így a klub nem is hosszabbította meg az egyéves kontraktusát.
A 2020–2021-es szezon első felében nem talált magának csapatot, így a rendőrségen kezdett el dolgozni. 2021 januárjában szerződtette a Go Ahead Eagles. Eleinte csak másodszámú kapusként számítottak rá, majd kezdőjátékossá vált. 2022. május 16-án bejelentette, hogy két évre aláírt egykori nevelő klubjához a Heerenveenhez, ahol kezdőkapusként számítanának rá. Az első 14 bajnokin hat alkalommal nem kapott gólt.

### A válogatottban
2022 szeptemberében Louis van Gaal szövetségi kapitány meghívta a felnőtt válogatottba, de Belgium ellen nem lépett pályára. Novemberben bekerült a 2022-es labdarúgó-világbajnokságra utazó keretbe. A világbajnokságon mutatkozott be Szenegál ellen 2–0-ra megnyert mérkőzésen.

## Statisztika

### A válogatottban
2022. november 25-én frissítve.
| Hollandia | Hollandia       | Hollandia |
| Év        | Pályára lépések | Gólok     |
| --------- | --------------- | --------- |
| 2022      | 2               | 0         |
| Összesen  | 2               | 0         |

## Külső hivatkozások
- Andries Noppert adatlapja a Transfermarkt oldalon (angolul)
- Andries Noppert adatlapja a Soccerway oldalon (angolul)